# Nathan Smith (Politiker)

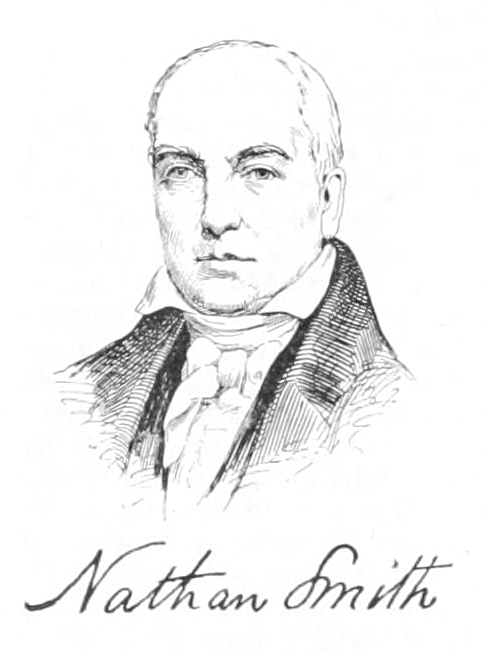
Nathan Smith

Nathan Smith (* 8. Januar 1770 in Woodbury, Kolonie Connecticut; † 6. Dezember 1835 in Washington, D.C.) war ein US-amerikanischer Politiker (Whig Party), der den Bundesstaat Connecticut im US-Senat vertrat.

## Leben
Als Jugendlicher erhielt Nathan Smith eine ordentliche Schulbildung. Er studierte die Rechtswissenschaften und wurde 1792 in die Anwaltskammer aufgenommen, woraufhin er nach New Haven zog, um dort als Jurist zu praktizieren. Im Jahr 1817 wurde er zum Staatsanwalt (Prosecuting attorney) für das New Haven County berufen, was er bis 1835 blieb.
Im Jahr 1818 übernahm er sein erstes politisches Amt als Delegierter zum Verfassungskonvent für den Staat Connecticut. 1825 trat er als Kandidat der Nationalrepublikaner gegen den amtierenden Gouverneur Oliver Wolcott Jr. an, unterlag diesem jedoch. Von 1828 bis 1829 fungierte Smith als Bundesstaatsanwalt für den Distrikt Connecticut.
Im Jahr 1832 war Nathan Smith bei der Wahl zum Senat der Vereinigten Staaten erfolgreich. Er nahm sein Mandat in Washington am 4. März 1833 auf, starb jedoch bereits während seiner Amtszeit am 6. Dezember 1835. Smith wurde in seinem Wohnort New Haven beigesetzt.
Sein älterer Bruder Nathaniel vertrat den Staat Connecticut von 1795 bis 1799 im US-Repräsentantenhaus. Sein Neffe Truman Smith gehörte dem US-Senat von 1849 bis 1854 an.